# Jožef
Jožef ist die slowenische Variante von Josef. Es handelt sich um einen biblischen Vornamen hebräischen Ursprungs. Er geht zurück auf Josef, den Sohn Jakobs.

## Träger
- Jožef Borovnjak (1826–1909), slowenischer Schriftsteller, Politiker und katholischer Priester in Ungarn.
- Jožef Ficko (1772–1843), burgenlandkroatischer Schriftsteller und katholischer Priester slowenischer Abstammung.
- Jožef Krajnc (1821–1875), österreich-ungarischer Jurist, Philosoph und Politiker slowenischer Herkunft
- Jožef Smej (1922–2020), emeritierter Weihbischof in Maribor.
- Jožef Šavli (1943–2011), slowenischer Lehrer („Professore“) für kaufmännische Fächer an einer Schule in Gorizia, der Aufsehen erregende Theorien zur Vergangenheit der slowenischen Nation und Sprache entwickelte.
- Jožef Štefan (1835–1893), österreichischer Mathematiker und Physiker.
- Ivan Jožef Tomažič (1867–1949), Bischof von Lavant.

## Nebenformen bzw. Abkürzungen
- Jože
- Jožko
- Jošt